# مار دشتی خالدار
 مار دشتی خالدار(نام علمی: Coluber karelini) نام یک گونه از تیره قمچه‌ماران است.